# Río Almendares
El río Almendares es un curso fluvial cubano que recorre 45 km del oeste de la isla. Nace en las lomas al oeste de Tapaste, al este de la provincia de La Habana y fluye hacia el noroeste, desembocando en el estrecho de Florida. Actúa como un suplemento de agua dulce para La Habana. Su último tramo divide los municipios de Playa y Plaza de la Revolución.
Parte del valle del río forma el parque del Almendares o Parque Metropolitano de La Habana (PMH), a pocos kilómetros de su  desembocadura. Los bancos que forma al final están ocupados por diversas industrias, razón por la que el gobierno provincial decidió ocuparse de su rehabilitación.

## Historia
Los aborígenes cubanos lo llamaron Casiguaguas, y los primeros colonizadores le pusieron La Chorrera, cuando fue descubierto, hasta que lo cambiaron a Almendares en honor al obispo de La Habana, Enrique Almendaris.
El primer acueducto que se construyó para la ciudad de La Habana tomaba sus aguas directamente del río Almendares, y se conoció como "Zanja Real" -1545-. Con el paso de los años, esta zanja comenzó a ser insuficiente y dejó de funcionar, dando paso al proyecto de Francisco de Albear y Lara, el mayor Acueducto de la ciudad construido en 1859 - 1897. La Zanja Real, se mantuvo unos años prestando servicios. Los indisciplinados sociales e industriales empezaron a verter en ella sus aguas albañales, provocando la detención del fluido desde el río y su cambio de dirección, convirtiéndose, posiblemente esta zanja en la ¡Primera inyección pronunciada de aguas negras al Almendares!
En los seis años comprendidos entre 1824 - 1829 se gastó mucho dinero en la conservación y servicio de la Zanja Real. Fue el Sr. Conde Villanueva el que impulsó la conducción del acueducto de Fernando VII, obra que mejoró considerablemente el suministro de agua potable de La Habana. No fueron pocos los obstáculos que encontró este hombre para poder materializar el proyecto y agenciarse la conducción del agua desde el río. En aquellos años, debido a los desbordamientos del Almendares la utilización del acueducto de Fernando VII era insuficiente por la continua turbulencia, muchos de los habaneros conocían de las crecidas del río (6 metros sobre
el nivel habitual -6 de octubre de 1860-) por la calidad del agua que llegaba a La Habana producto de que la utilización de los filtros no era suficiente para limpiar el líquido que necesitaba toda la ciudad y su presión era insuficiente. La diferencia de nivel con los añorados Manantiales de Vento donde el agua estaba limpia y transparente era de aproximadamente 13 pies por debajo, aspecto este que motivó la derivación posterior. 

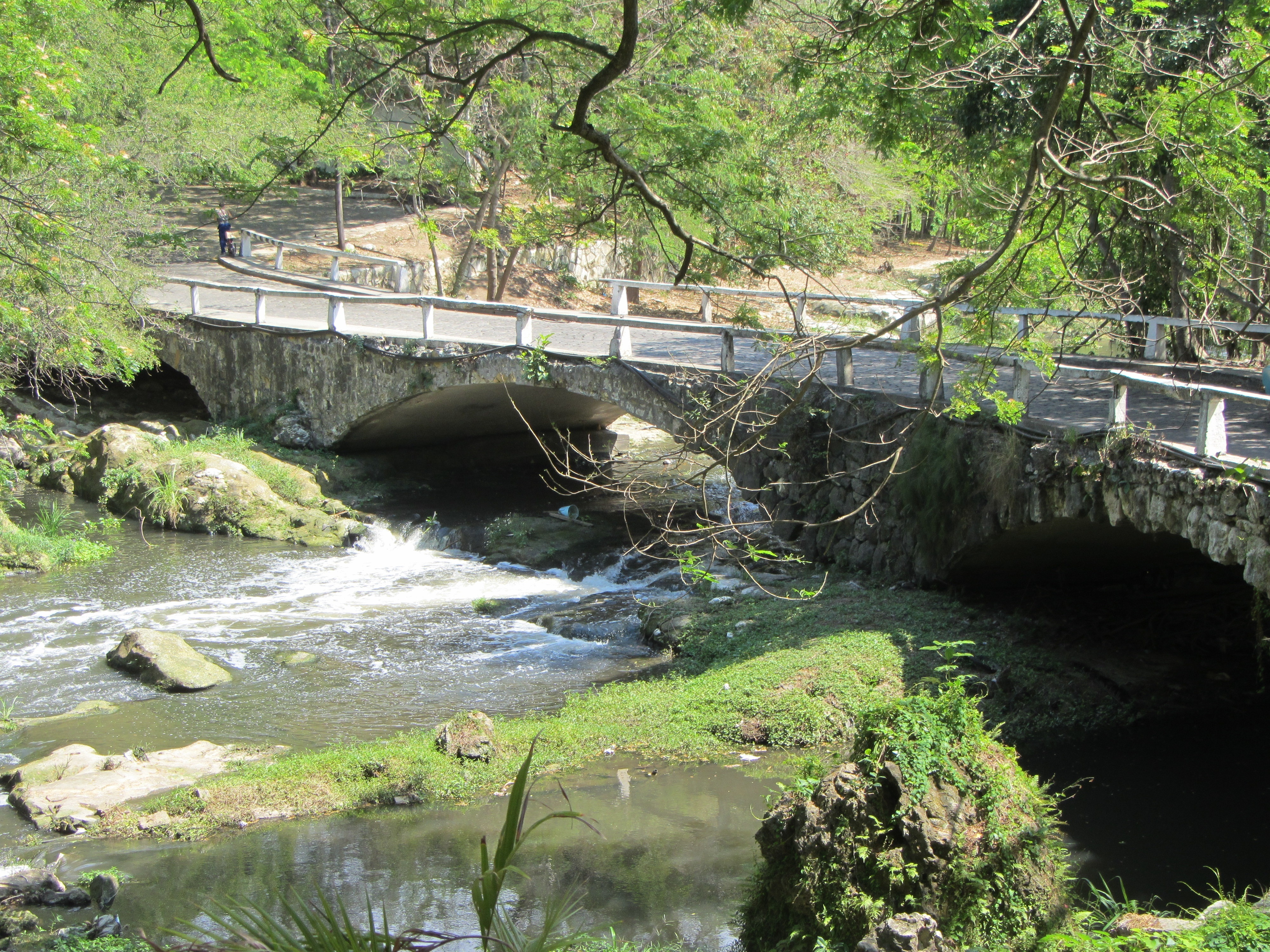
Río Almendares

Hay que hacer contar, según relata el Sr D. José Luis Casaseca que el primer canal construido entregaba de 35 a 40,000 metros cúbicos por día, una cuarta parte de los que brotaban los aforos compartidos con el acueducto de Fernando VII, 9 veces superiores a lo que cedían los filtros del sistema. A pesar de esto, se comparaban las cualidades del preciado líquido según aparece en una de las tablas del informe del año 1864 para “iniciar el proyecto”. 
En 1865, después de iniciado el proyecto de captación, Albear describe en uno de sus apuntes: “Cientos de manantiales esparcidos en una gran extensión en las márgenes, y hasta las mismas orillas, y aun dentro de las mismas aguas, de un río caudaloso; todos diferentes en proyección, en cantidad, en elevación, en dirección; uniéndose ó separándose caprichosamente…” 
A partir de la intervención norteamericana a La Habana -1898- se comienza a manosear entre los ingenieros de la época, lo que se conoce como el primer intento de desvío del cauce del río Almendares. Un proyecto que gracias a la sensatez del Coronel Black (persona que dirigía la ciudad en aquellos años) ordenó verificar y analizó con extremada cautela. El 24 de diciembre de 1907, el señor Montoulieu por nombramiento del Coronel Black sustituyó al Ing. americano Mr. Arthur S. Hobby B., anterior Jefe de aguas y cloacas de la jefatura de la ciudad de La Habana. 
En 1908, el Coronel Black declaró honradamente: “que abrigaba dudas y temores sobre la procedencia de los manantiales” por lo que mandó a suspender las obras de excavación, los cortes planificados en las montañas rocosas (cercanas al actual reparto de Fontanar) y la modificación del cauce del río en el sitio, al desconocer la naturaleza, las características del lugar y las corrientes que originaban los “Manantiales de Vento”. 
Urgidos por la composición de las aguas de La Habana procedentes de los manantiales de Vento, producto de las crecidas acentuadas del río (más de 6 metros sobre el nivel habitual) y por constituir estas aguas un patrimonio de la capital de Cuba, se certifica la obra en 1912 para la “Teoría del taponamiento hidráulico” del Ing. Enrique J. Montoulieu. Proyecto que contemplaba la construcción de una “Represa de madera” que equilibraría las presiones del preciado líquido entre los aflores (manantiales) y el nivel del río, evitando de esa manera la contaminación y el escape de la presión a su cauce. 
En el año 1912 se construye la primera represa de madera y arcilla para mantener el nivel en los Manantiales de Vento. 
La construcción de la “Represa de madera” aguas abajo de la “Taza de Vento”, el cuestionamiento del proyecto, más la situación sanitaria de la ciudad en aquellos años (1912) extendió la problemática social en la prensa (Revista de la sociedad cubana de ingenieros y el periódico “El día”). En 1925, el Ing. Juan Antonio Coscullela Barrio publica un artículo titulado: “El canal de Vento, lo que no se ha hecho y debe hacerse” donde se trataba el nebuloso tema de la utilización del agua. No es hasta el año 1926, que se aprueban las necesarias modificaciones de retención del líquido mediante la “Represa de madera” y el abasto de agua en el Canal de Albear por el señor Ing. Enrique J. Montoulieu. 
El 15 de diciembre de 1927, se incrementaba el suministro de agua a la ciudad en 25 millones de galones diarios por la llegada a la nueva “Taza chica” de las aguas subterráneas bombeadas desde el acueducto de “Aguada del Cura”, un sistema que introducía el mineral al “Canal de Vento” concebido para soportar la corriente de agua y no su presión. Con los años, las paredes del “Canal de Vento” comenzaron a deformase, incrementándose los escapes, penetrando las raíces de los árboles por las grietas, los que empezó a dificultar el desplazamiento del líquido y su mantenimiento. Un deterioro que de no ser superado en el año 1949, con la nueva tubería de 66 purgadas colocada sobre el puente que atraviesa el río habría provocado su destrucción.
Posteriormente, en las décadas 1940 - 1950 el consumo del preciado líquido se hizo más pronunciado, debido al crecimiento de la ciudad y fue necesario levantar una nueva represa -1949- por el Ing. Abel Fernández Simón con un mecanismo que garantizara el control del fluido, desechando la anterior represa de madera y lodo que se venía utilizando desde 1926 para mantener los niveles de recarga (infiltración del manto freático) en la zona de extracción -Taza de Vento- construida en 1835 y con esto se mantuvo el nivel del caudal, el equilibrio y brote de los manantiales en la región.
En 1949, se construye la “Nueva represa” de hormigón con una estructura sólida de rampas, delantales y coladores que evitarían la tupición de las compuertas que controlarían los niveles del río en las crecidas, garantizando el equilibrio del sistema necesario para mantener la corriente en el río, la calidad del agua en el acueducto y el mantenimiento de toda el área.
No es hasta la ejecución del embalse “Ejército Rebelde” (1974) sobre la “Roca de Vento” que el Almendares (La Chorrera) comenzó a perder su fortaleza natural (río abajo) por el corte de su corriente, al “intentar acaparar agua” en una “cortina de 2,331 kilómetros de largo y 29,10 m de altura” -datos del Instituto Nacional de Recursos Hidráulicos- lo que provoca según el comportamiento actual y los análisis de la citada investigación que se infiltre el agua en la “Roca de Vento” (zonas distinguidas en mapas) hacia el manto freático por la presión del líquido producto de la construcción del embalse en el lugar y la evaporación del agua a la atmósfera. 
En su obra “Hacia una Cultura de La Naturaleza” (1998), Antonio Núñez Jiménez declara: “El Hombre no puede renunciar a realizar aquellas obras que cree necesarias para su progreso, pero debe también comprender de su enorme incapacidad para prever los males que engendran contra sí mismo al llevarlas a cabo. Un ejemplo: la presa Ejército Rebelde en el Río Almendares se construyó para disponer de más agua para la agricultura, pero nunca se ha llenado, porque gran parte se infiltra hacia el subsuelo calizo, una ventaja, porque enriquece hidráulicamente el manto freático, pero entonces acaeció un mal no previsto: el Almendares dejó de fluir a partir del Parque Lenin aguas abajo con fuerza suficiente para la permanencia de la corriente, lo que trajo como consecuencia el estancamiento de sus aguas, su mayor contaminación y pudrición. Sucedió a sus aguas lo que a un servicio sanitario que no descarga sus excrementos. Un cuadro fiel y probatorio de lo expresado por Federico Engels en cuanto a que la Naturaleza se venga cada vez que el Hombre intenta modificarla en gran medida”.
La situación del río en estos últimos años es incomparable a los finales del cuarenta, cuando se construyó la represa del Casiguagua. En el año 2011, el agua apenas sobrepasó la misma en contados momentos (solo cuando llovió considerablemente). En febrero de 2012, el preciado líquido se retira de su borde, estancándose el agua en todo el tramo comprendido entre este lugar y el “Puente de Calabazar”. Corriente necesaria para mantener el ecosistema (árboles y animales), un líquido que se infiltra poco a poco en las capas de la tierra, hasta el punto de quedar completamente seco el río en muchos tramos. 
En los últimos años, algunos medios han divulgado el estado de los manantiales de Vento cito: "Como consecuencia, por tercera vez en más de 70 años, se agotaron los manantiales que alimentan a la taza chica del canal de Vento, y es la primera ocasión que llega a niveles tan deprimidos ese conducto, parte más baja de la cuenca Almendares-Vento. Esta, junto a la de Ariguanabo, está aportando tres veces menos agua, que lo normado con pronósticos aun más desfavorables”…
El licenciado Antonio de Cháves, acabó de formar el proyecto de Juan de Rojas sobre traer  a esta población agua de este río Almendares, representando vivamente a la Audiencia, al Consejo de Indias y al rey de España la necesidad de que se ejecutase.
Fue fuertemente utilizado durante todo el período colonial, republicano y revolucionario, concentrando grandes industrias, hasta que en los años de la década de 1990, se decide comenzar un programa para su rehabilitación ambiental, que ha logrado disminuir los niveles de contaminación del río y reforestar su cuenca.